# Лига Справедливости: В ловушке времени
Лига справедливости: В ловушке времени — мультипликационный фильм, выпущенный сразу на видео и основанный на комиксах о супергероях DC Comics. Премьера фильма состоялась 21 января 2014 года.

## Сюжет
Лекс Лютор и его Легион Гибели пытаются использовать криогенные лучи орбитальных спутников, чтобы вызвать массовое падение уровня моря и создать новые острова, которыми они намерены править. Супермен и Лига справедливости побеждают злодеев, а Лекс Лютор оказывается замороженным в глыбе льда
В утопическом будущем 31-го века юные супергерои Утренняя Звезда и Карате Кид посещают музей, посвящённый подвигам Лиги справедливости. Они обнаруживают, что Лекс Лютор был найден в 29-м веке и выставлен на всеобщее обозрение. Карате Кид случайно освобождает Лютора, который узнаёт личность Супермена и завладевает «Стеклом вечности», которое позволяет манипулировать временем и пространством с помощью Охотника за временем. Одержимый местью, Лекс возвращается в настоящее, юные герои следуют за ним.
Вновь обретя власть над Легионом, Лютор поручает Охотнику отправить своих подручных в прошлое, чтобы семья Кент не смогла усыновить Кал-Эла. Юные герои будущего отправляются в Лигу справедливости и рассказывают о происшедшем. Флэш, Аквамен и Киборг путешествуют в прошлое, чтобы помешать Бизарро, Игрушечнику, Гепарде и Соломону Гранди. Супермен, Бэтмен и Чудо-женщина пытаются остановить Лютора в настоящем.
Несмотря на усилия членов Лиги справедливости, Легион отправляет корабль Кал-Эла с Земли. Это вызывает временный парадокс, позволяющий Охотнику за временем стереть Лигу справедливости в настоящем.
Утренняя Звезда и Карате Кид понимают, что они могут вызвать свой собственный парадокс, если Лекс Лютор никогда не окажется в 31-м веке. Они находят тело Лекса во льдах и освобождают его. Тем временем Охотник освобождается от власти Лютора из будущего и пытается переделать мир настоящего. Из-за нового парадокса Супермен и Лига справедливости снова существует и противостоят злодею, но тот слишком силён для них.
Обладая способностью находить слабые места, Карате Кид обнаруживает, что Охотник полностью состоит из тёмной материи, которая подвластна только Утренней Звезде. После победы юные герои возвращаются в своё время. Супермен отправляет Лютора в тюрьму Блэкгейт. Горилла Гродд становится лидером Легиона Гибели.
Вернувшись в XXXI век, Карате Кид и Утренняя Звезда обнаруживают статую Лютора вместо статуи Супермена. Полагая, что они изменили ход истории, юные герои возвращаются в XXI век.

## Роли озвучивали
- Аквамен — Лайам О’Брайэн
- Супермен — Питер Джессоп
- Лекс Лютор — Фред Таташор
- Флэш — Джейсон Спайсэк
- Чудо-женщина — Грей Делайл
- Бэтмен, рассказчик — Дидрих Бадер
- Киборг — Эйвери Уоддэлл
- Утренняя Звезда — Лора Бэйли
- Карате Кид — Данте Баско
- Охотник за временем, Капитан Холод — Кори Бёртон
- Робин — Джек Де Сена
- Бизарро — Майкл Донован
- Игрушечник — Том Джибис
- Чёрная Манта[англ.], Соломон Гранди — Кевин Майкл Ричардсон
- Гепарда — Эрика Латтрелл
- Горилла Гродд — Трэвис Уиллингэм

## Награды и номинации
- В 2015 году на премии «Behind the Voice Actors Awards» Грей Делайл за озвучивание Чудо-женщины и Фред Таташор за озвучивание Лекса Лютора были номинированы в категориях «Лучшая актриса озвучивания» и «Лучший актёр озвучивания» соответственно. В последней категории победил Кори Бёртон за озвучивание Охотника за временем. Также фильм победил в номинации «Лучший актёрский состав».[1]